# 叶希一
叶 希一（かのう きいち）は日本の脚本家。主にコンピュータゲームのシナリオを手掛ける。オルタシウス所属。

## 作品

### ゲーム
2004年
- 片神名〜喪われた因果律〜

2005年
- 乙女はお姉さまに恋してる（PS2版）
- パルフェ -Chocolat Second Style-（PS2版）

2006年
- ARIA The NATURAL 〜遠い記憶のミラージュ〜

2007年
- ひぐらしのなく頃に祭

2008年
- ひぐらしのなく頃に絆
- ARIA The ORIGINATION 〜蒼い惑星のエルシエロ〜

2011年
- 快盗天使ツインエンジェル〜時とセカイの迷宮〜

2013年
- ラブライブ！スクールアイドルフェスティバル

2015年
- ひぐらしのなく頃に粋

2018年
- ひぐらしのなく頃に奉

2020年
- ひぐらしのなく頃に命

2024年
- サイレントヒル: ザ ショートメッセージ
- Zombie Police ～ゾンビ刑事と踊るクリスマス～[2]

### 小説
- 月は東に日は西に 〜Operation Sanctuary〜（メガミ文庫版）

### アニメ
- To Heart 〜Remember my Memories〜